# Estação Ferroviária de Aregos
A estação ferroviária de Aregos, igualmente conhecida como de Aregos - Caldas de Aregos, é uma interface da Linha do Douro, em Portugal. Serve a estância termal das Caldas de Aregos.

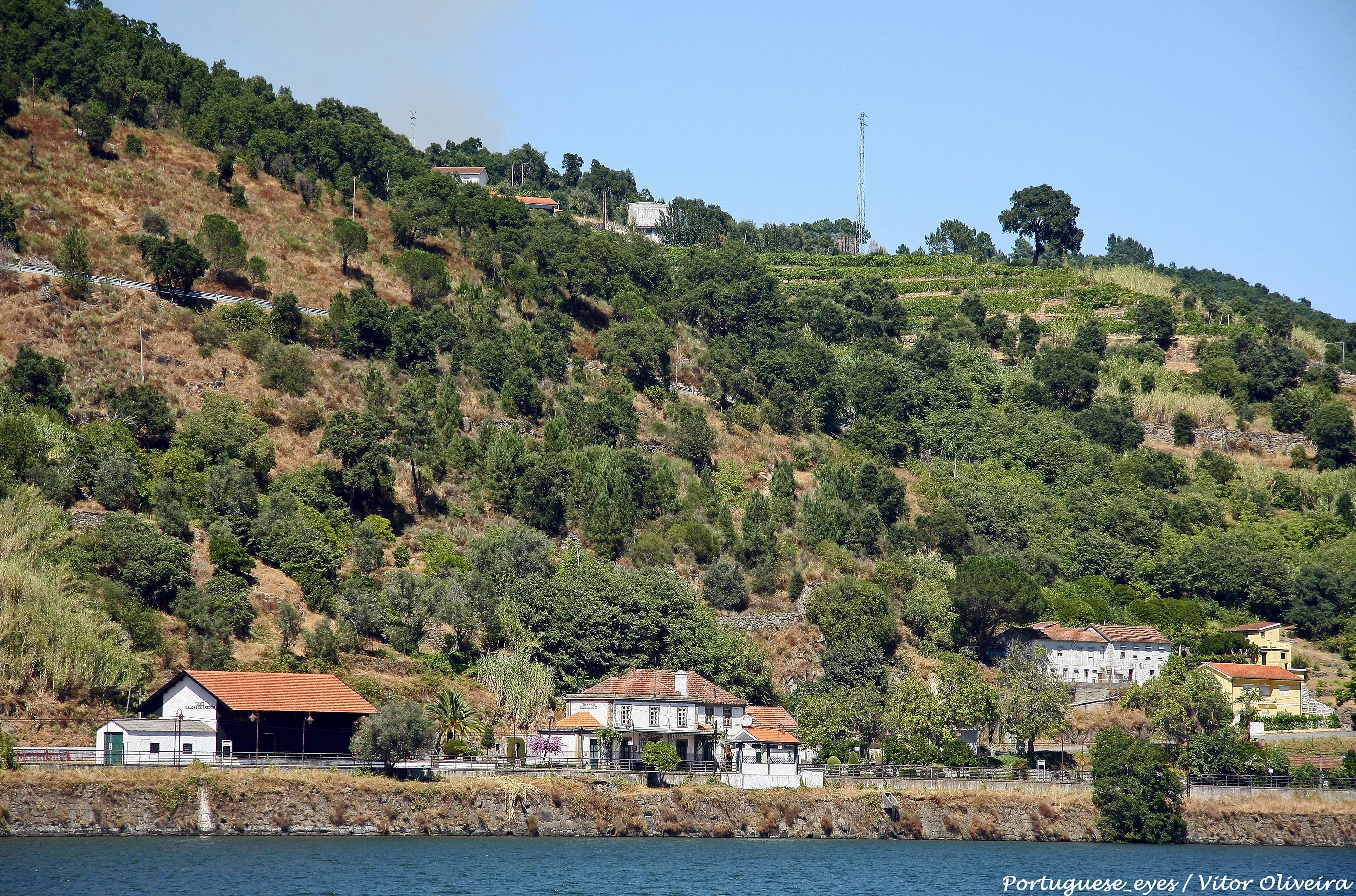
Panorâmica da estação, vista da contramargem.

## Descrição

### Localização
A estação situa-se na freguesia de Santa Cruz do Douro; a localidde mais próxima é Abelhal, a pouco menos de dois quilómetros, em declive acentuado.

### Infraestrutura

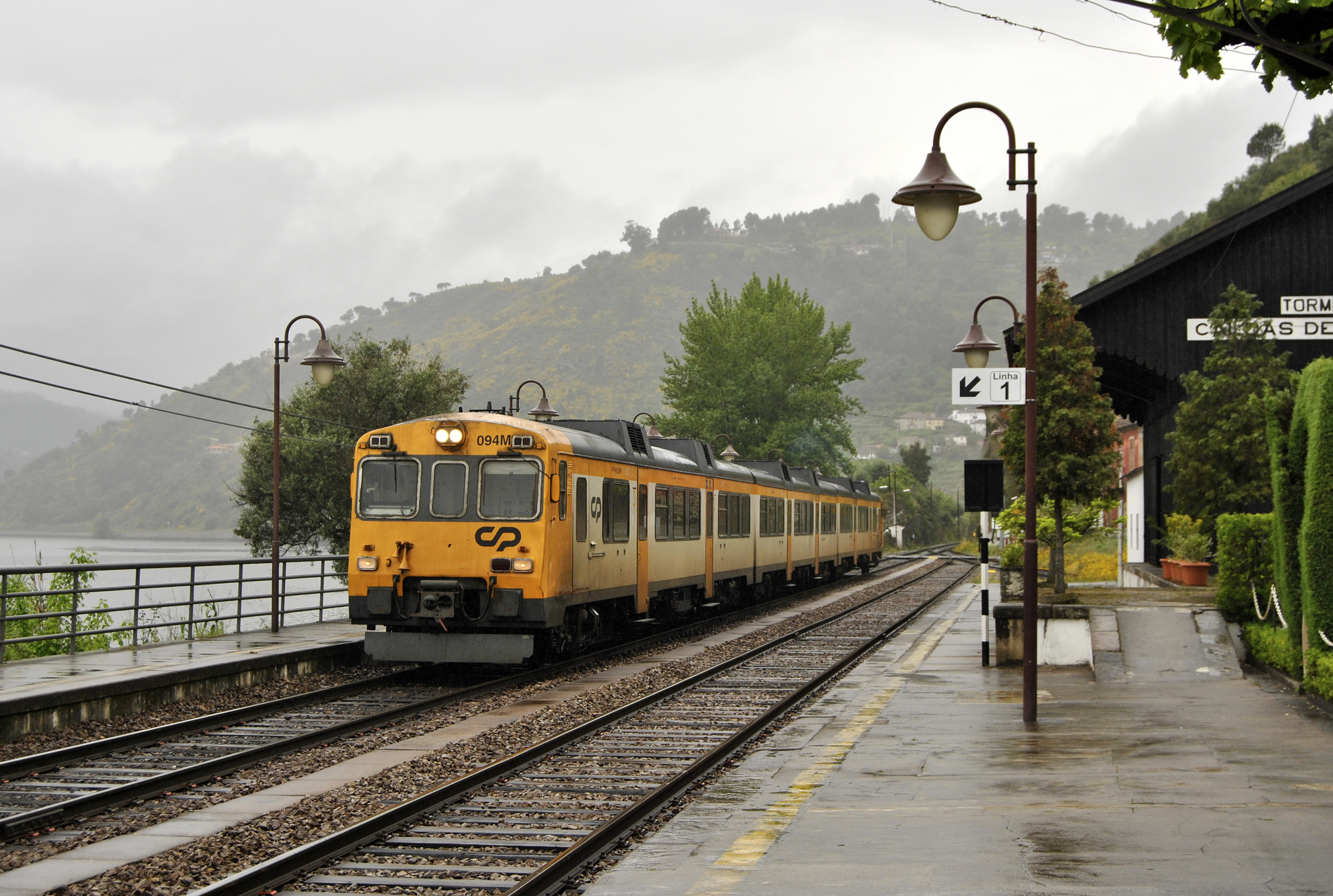
Automotora da série 592 da CP na estação de Aregos.

Esta interface apresenta duas vias de circulação, identificadas como I e II, ambas com 238 m de extensão, cada uma acessível por plataforma — estas têm respetivamente 155 e 244 m de comprimento e têm ambas um segmento de 80 m com altura de 685 mm, tendo o restante 400 e 500 mm, repetivamente; existe ainda uma via secundária, identificada como III, com comprimento de 41 m. O edifício de passageiros situa-se do lado norte da via (lado esquerdo do sentido ascendente, a Barca d’Alva).

### Serviços
Em dados de 2023, esta interface é servida por comboios de passageiros da C.P. de tipos regional e inter-regional, tipicamente com doze circulações diárias em cada sentido, entre o Porto (Campanhã ou São Bento) ou Marco de Canaveses e Pocinho ou Régua ou Pinhão.

## História
Esta interface faz parte do lanço entre Juncal e Régua da Linha do Douro, que foi inaugurado em 15 de Julho de 1879. No entanto, em 1901 ainda se encontrava em construção o ramal rodoviário de acesso.
No Plano da Rede Complementar ao Norte do Mondego, decretado em 15 de Fevereiro de 1900, uma das ligações projectadas era a Linha Marginal do Douro, que uniria a cidade do Porto até Mosteirô ou Aregos, passando por Gondomar e Entre-os-Rios.
Em 1950, esta estação era uma das mais importantes interfaces com a camionagem, na Linha do Douro.
Em 2004, dispunha de duas vias de circulação, e em Janeiro de 2011, as duas vias de circulação (a que se somava uma via secundária) apresentavam ambas um comprimento de 267 m, e eram servidas por duas plataformas, com 257 e 150 m de extensão, e 45 e 35 cm de altura — valores mais tarde alterados para os atuais.

## Referências literárias

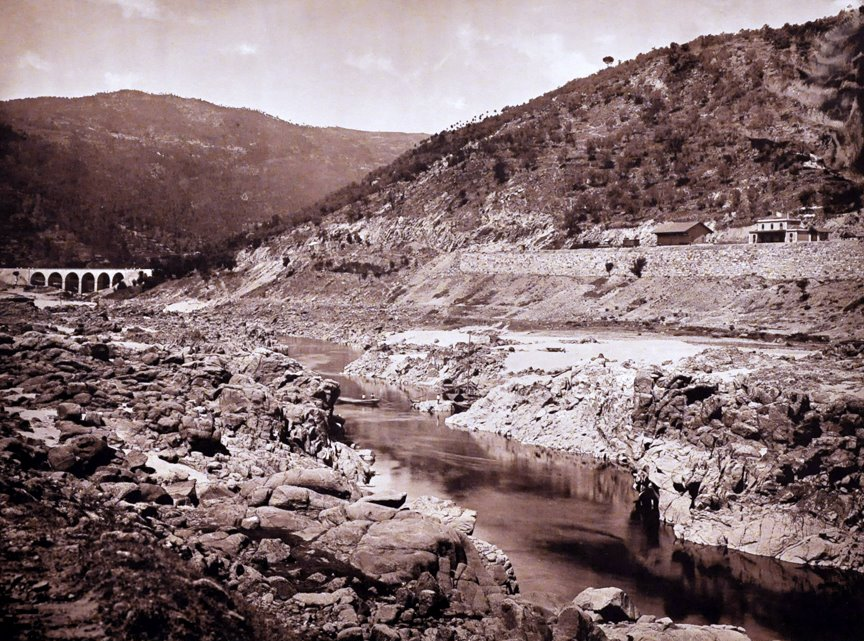
Estação de Aregos, nos primeiros anos